# Crise holandesa-venezuelana de 1908
A crise holandesa-venezuelana de 1908 foi uma disputa que eclodiu entre a Holanda e a Venezuela depois que o presidente venezuelano, Cipriano Castro, cortou o comércio com a ilha holandesa de Curaçao, alegando que estava abrigando refugiados políticos da Venezuela.
A Venezuela expulsou o embaixador holandês, provocando o envio holandês de três navios de guerra - um pantserschip (navio de defesa costeiro), o Jacob van Heemskerk e dois cruzadores protegidos, Gelderland e Friesland. Os navios de guerra holandeses tinham ordens para interceptar todos os navios que navegavam sob a bandeira venezuelana. Em 12 de dezembro, o Gelderland capturou o navio de guarda costeira venezuelano Alix em Puerto Cabello.  Ela e outro navio o 23 de Mayo foram internados no porto de Willemstad. Com sua esmagadora superioridade naval, os holandeses impuseram um bloqueio aos portos da Venezuela.
Alguns dias depois, o presidente Castro partiu para Berlim, nominalmente para uma operação cirúrgica. Na sua ausência, o vice-presidente Juan Vicente Gómez, com o apoio da Marinha dos EUA, tomou o poder em Caracas e em 19 de dezembro de 1908 Gómez tornou-se o presidente de facto e terminou a guerra com os Países Baixos.